# Omphax subaspersa
Omphax subaspersa är en fjärilsart som beskrevs av W. Warren 1894. Omphax subaspersa ingår i släktet Omphax och familjen mätare. Inga underarter finns listade i Catalogue of Life.